# El Crist Mujal
El Crist Mujal és una capella de Cabrils (Maresme).

## Descripció
Capelleta dedicada al Sant Crist ubicada en el camí del mig en el límit dels termes municipals de Vilassar de Mar, Cabrera i Cabrils. Planta quadrada amb la coberta a quatre vessants; amb els tremujals de rajoles de color blau i blanc fent ziga-zagues. Coronament amb una creu de ferro. Porta de reixa de ferro i vidre. Paret d'obra arrebossada i pintada de blanc.
L'entorn s'ha condicionat amb el sòl de pissarra, un fanal i un banc de pedra al costat.

## Història
L'antiga llinda de la porta duia la inscripció de 1788. Hi ha documentació de l'any 1777 que parlen que la capella substituiria una antiga creu emplaçada en aquest mateix lloc. L'oratori estava mig abandonat i davant els plans d'urbanització de l'entorn, una sèrie de veïns de Vilassar de Mar van endegar una campanya per a la rehabilitació d'aquesta capella i fer-la extensiva als ajuntaments de Cabrils i Cabrera. Es tracta d'una cruïlla de camins que afecta per igual les tres poblacions.
La restauració va concloure el 8 de maig de 2005, inaugurant la remodelació del Crist del Mujal amb una festa en la que van participar les autoritats civils i eclesiàstiques dels tres pobles; amb una xocolatada la participació dels bastoners de St. Quintí de Mediona. Com a informació complementària dir que Mujal ve de mujada. És a dir, parcel·la de terra que poden llaurar un parell de bous en una jornada. El nom de Mujal també pot tenir el significat de fita o demarcació d'una propietat.